# Bibliotekshuset

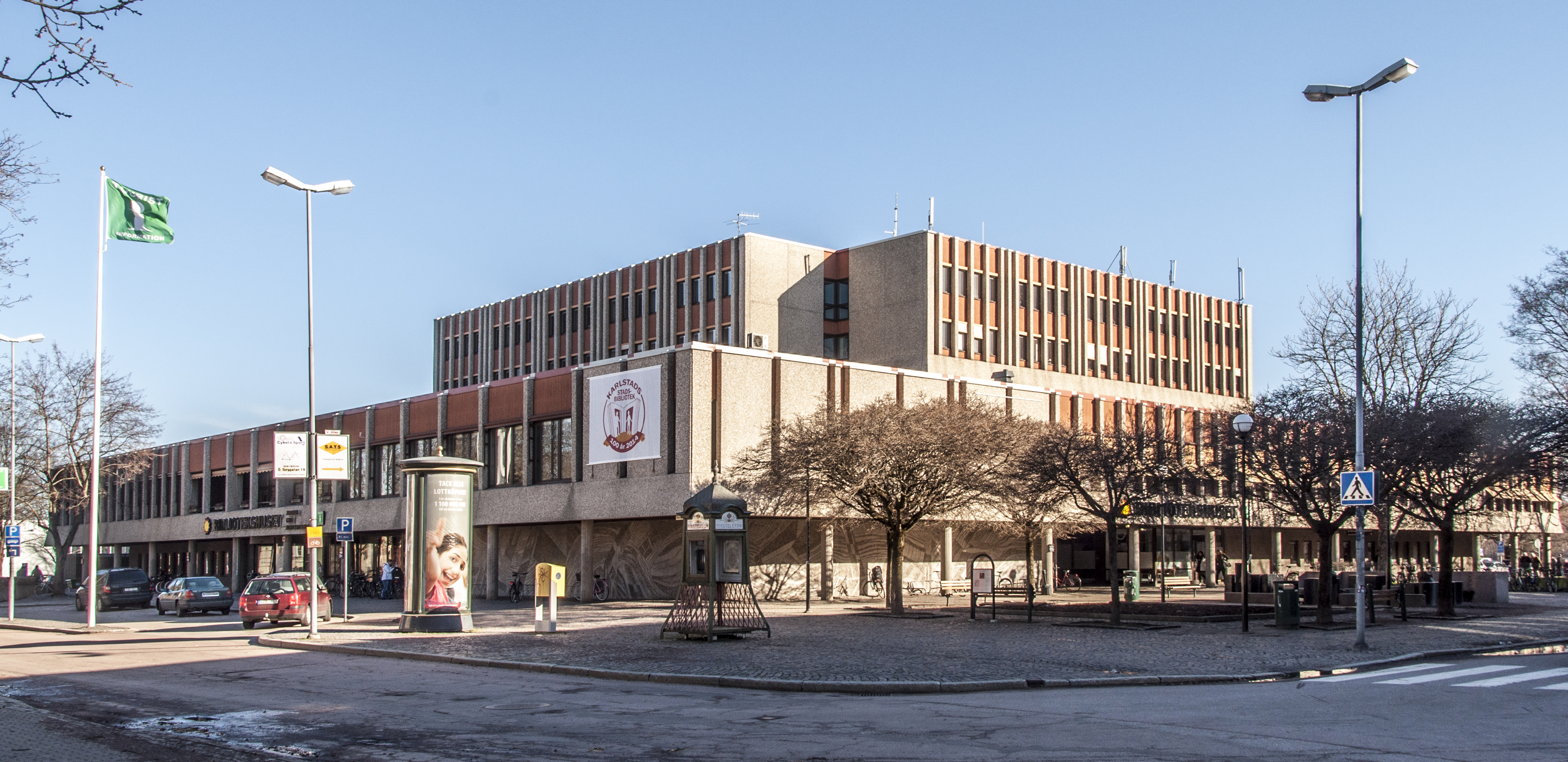
Bibliotekshuset, 2014

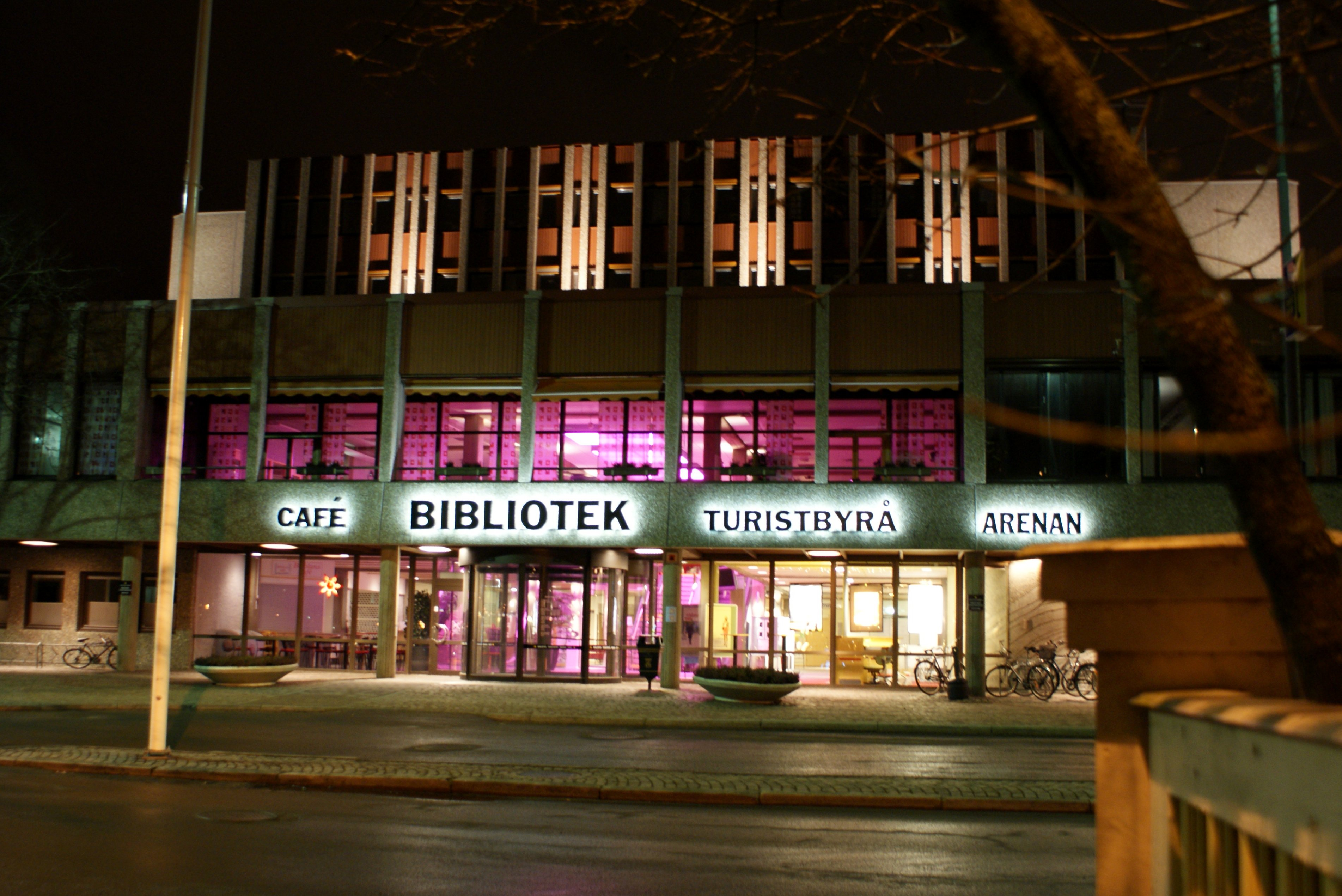
Huvudentrén.

Bibliotekshuset är namnet på en byggnad i Karlstad som ritades av Janne Feldt och invigdes 1973. Utöver Karlstads stadsbibliotek finns flera verksamheter i huset. Karlstads kommun har delar av sina förvaltningslokaler i Bibliotekshuset. I huset finns även kommunarkivet och Arenan, en kombinerad film- och teatersalong. Kontaktcenter, Europa Direkt Karlstad, Karlstadsrummet och ett kafé finns på markplan.
För den konstnärliga utsmyckningen svarade Per Thorlin och Inger Sitter. Thorlin har gjort två verk i blästrad betong: Livsströmmen och Källan. Den första är 47 meter lång och löper längs byggnadens ytterfasad, den andra är uppdelad i tre och smyckar tre av byggnadens hörn. Sitter gjorde de invändiga utsmyckningarna.

## Karlstads stadsbibliotek
Biblioteket upptar stora delar av byggnadens andra våning, och har följande avdelningar:
- Avdelningen för skönlitteratur
- Avdelningen för facklitteratur
- Barn- och ungdomsavdelningen & skolbibliotekscentralen